# Tadeusz Ozga
Tadeusz Ozga (ur. 1 września 1912 w Warszawie, zm. 18 stycznia 1987) – polski działacz partyjny i państwowy, przewodniczący Prezydium Miejskiej Rady Narodowej w Koszalinie (1958–1963), I sekretarz Komitetów Powiatowych PZPR w Nowogardzie, Gryficach i Szczecinku, starosta miastecki.

## Życiorys
Syn Wacława i Stefanii. Działał w Polskiej Partii Robotniczej i następnie Polskiej Zjednoczonej Partii Robotniczej. 27 kwietnia 1945 dotarł do Koszalina wraz z Grupą Operacyjną organizującą administrację polską na tym obszarze. Od 1945 do 1948 członek egzekutywy Komitetu Powiatowego PPR w Łobzie, potem od 1948 do 1951 członek egzekutywy KP PZPR w Miastku. Jednocześnie w latach 1948–1949 pełnił funkcję starosty powiatu miasteckiego. Zajmował stanowisko I sekretarza Komitetów Powiatowych PZPR w Nowogardzie (1949–1951), Gryficach (1951–1952) i Szczecinku (1952–1954). W 1954 został kierownikiem Wydziału Administracyjnego/Organizacyjnego Komitetu Wojewódzkiego PZPR w Koszalinie, w 1957 wszedł w skład jego egzekutywy. Od 15 lipca 1958 do 8 lutego 1963 pełnił funkcję przewodniczącego Prezydium Miejskiej Rady Narodowej w Koszalinie. Podczas jego kadencji dokonano odbudowy śródmieścia i ratusza miejskiego, a także przebudowano dworzec kolejowy, przyjęto również nowy wzór herbu.
Został pochowany na Cmentarzu Komunalnym w Koszalinie.